# Amores (álbum)
Amores es un álbum de estudio de Manolo Escobar, grabado en 1980. Llegando a ser disco de oro, dónde se encuentra canciones como Una hora de oro, Eres para mi, Celos, Rumba de la enamorada, Y no lo sabes, ¡Gitano, gitano!, No lo creas, Los que se quieren, Que me gusta el mar, Siempre, Mi novia primera, Oye mi voz.

## Pistas
| Amores |                       |          |  |
| N.º    | Título                | Duración |  |
| 1.     | «Una hora de oro»     | 2.43     |  |
| 2.     | «Eres para mi»        | 3.13     |  |
| 3.     | «Celos»               | 3.25     |  |
| 4.     | «Rumba de enamorada»  | 2.05     |  |
| 5.     | «Y no lo sabes»       | 2.08     |  |
| 6.     | «¡Gitano, gitano!»    | 3.15     |  |
| 7.     | «No lo creas»         | 3.28     |  |
| 8.     | «Los que se quieren»  | 2.49     |  |
| 9.     | «Que me gusta el mar» | 2.15     |  |
| 10.    | «Siempre»             | 2.40     |  |
| 11.    | «Mi novia primera»    | 2.55     |  |
| 12.    | «Oye mi voz»          | 2.42     |  |